# Robert Aldridge (compositor)
Robert Livingston Aldridge (nacido en Richmond, el 7 de septiembre de 1954) es un compositor y profesor estadounidense. Actualmente trabaja como profesor de composición en la Escuela de Música John J. Cali School en la Universidad Estatal de Montclair. Ha escrito más de sesenta obras para orquesta, ópera, teatro musical, danza, y varios conjuntos de cámara que han sido interpretadas en los Estados Unidos, Europa y Japón. Es ampliamente conocido por su ópera Elmer Gantry que fue terminada en 2007.

## Obras
| Obras | Obras                                 | Obras                          | Obras                                            |
| Año   | Obra                                  | Instrumentación                | Intérprete del estreno                           |
| ----- | ------------------------------------- | ------------------------------ | ------------------------------------------------ |
| 1983  | Combo Platter                         |                                | Marimolin                                        |
| 1984  | Summerdance                           | conjunto de cámara             | Beth Soll Dance Company                          |
| 1986  | Fanfare and March                     | banda de marcha                | Blackstone High School                           |
| 1986  | Concerto for Violin and Percussion    | conjunto de percusión          | Conservatorio de Nueva Inglaterra                |
| 1987  | Threedance                            | violín, marimba, y tablas      | Marimolin                                        |
| 1987  | Parable of the Blind                  | conjunto de cámara             | The American Dance Festival                      |
| 1987  | Ghosts                                | cuarteto de cuerda             | Boston Composer's String Quartet                 |
| 1988  | From my little Island                 | marimba                        | Nancy Zeltsman                                   |
| 1989  | Quartet for an Outdoor Festival       | conjunto de cámara             | Lincoln-Center-Out-of-Doors                      |
| 1992  | The Concord Trio                      | clarinete, trompa y piano      | Concord Community Music School                   |
| 1993  | Three Folksongs                       | clarinete y cuarteto de cuerda | Pacific Serenades                                |
| 1996  | Cuarteto de cuerda n.º 2              |                                | El cuarteto Kucharsky                            |
| 1997  | Larger Than Life                      | musical                        | desarrollado por el Manhattan Theatre Club       |
| 1998  | Music from 'The Third Person'         |                                | Betty Buckley (con Herschel Garfein)             |
| 1998  | Ecstatic Overture                     | orquesta                       | Sinfónica de Norwalk & Orquesta cívica de Boston |
| 1998  | Concierto para violín y orquesta      |                                | Sinfónica de Topeka                              |
| 1999  | Celebration Overture                  | orquesta                       | The Gulf Coast Symphony                          |
| 1999  | SoundMovesBlues                       |                                | SoundMoves                                       |
| 2000  | A Prayer, for a Music                 |                                | Oregon Festival Chorale                          |
| 2001  | Trío para Violín, violonchelo y piano |                                | The Gramercy Trio                                |
| 2001  | The Third Person                      | musical                        | The York Theatre Company                         |
| 2002  | War Stories                           | banda de concierto             | Monclair State University Concert Band           |
| 2003  | Leda and the Swan                     | orquesta                       | The New Jersey Symphony                          |
| 2004  | Concierto para clarinete              |                                | Orquesta de cámara de Los Ángeles                |
| 2007  | Elmer Gantry                          | ópera                          | Ópera de Nashville                               |
| 2010  | Parables                              | oratorio                       | Orquesta Sinfónica de Topeka                     |